# Mario Fehr
Pour les articles homonymes, voir Fehr.
Mario Fehr, né le 13 septembre 1958 à Zurich (originaire d'Adliswil et de Küsnacht), est un homme politique suisse, anciennement membre du Parti socialiste (PS). Il est député du canton de Zurich au Conseil national de décembre 1999 à décembre 2011 et conseiller d'État zurichois depuis avril 2011.

## Biographie
Mario Fehr naît le 13 septembre 1958 à Zurich. Il est originaire de deux autres communes du même canton, Adliswil et Küsnacht.
Il est titulaire d'une licence en droit et d'un diplôme d'enseignant pour les écoles professionnelles obtenu en 1994. Il enseigne à l'école des métiers de Zurich de 1992 à 2008.
En 2008, il participe à l'émission suisse-allemande de télé-réalité Der Match.
Il est marié à Anna Maria Riedi, députée socialiste au Conseil cantonal de Zurich de 1995 à 2007 et directrice du département Travail social à la Haute école spécialisée bernoise.
Il habite à Adliswil.

## Parcours politique
Il est candidat en 1982 au parlement de la commune d'Adliswil, mais n'est pas élu. Après avoir rejoint le parti socialiste, il est élu en 1986 au parlement puis, en 1994, au conseil municipal de la commune d'Adliswil où il s'occupe du département de la jeunesse des loisirs et du sport jusqu'au 31 janvier 2010.
Il est membre du Conseil cantonal de Zurich du 6 mai 1991 au 10 janvier 2000 et de l'assemblée constituante de Zurich de 2000 à 2005. Il s'y distingue en demandant que la police soit dotée de moyens supplémentaires.
Il siège au Conseil national du 6 décembre 1999 au 4 décembre 2011. Il y est membre de la Commission de la politique de sécurité (CPS) jusqu'au 30 novembre 2003, puis de la Commission de politique extérieure (CPE) et, à partir du 3 décembre 2007, de la Commission de la science, de l'éducation et de la culture (CSEC).
Il est conseiller d'État zurichois depuis le 9 mai 2011, à la tête du département de la sécurité. Réélu en 2015, il préside le gouvernement du 4 mai 2015 au 2 mai 2016. Il est réélu en 2019 avec le meilleur score de l'ensemble des candidats, alors que sa candidature n'avait réuni qu'une faible majorité au sein de son parti et que les Verts et la Liste alternative avaient refusé de le soutenir. Il est à nouveau réélu avec le meilleur score en 2023.
En 2015, la Jeunesse socialiste dépose plainte contre lui pour abus de pouvoir et acquisition illégale de données en raison de l'achat d'un programme informatique de surveillance destiné à la police cantonale pour lutter contre le trafic de drogue et le blanchiment d'argent, plainte à laquelle le Ministère public ne donne pas suite. En réaction à cette plainte, il suspend son appartenance au PS. Le 18 juin 2021, il annonce qu'il quitte le PS avec effet immédiat en raison des tensions qui l'opposent à la direction du parti. Celui annonce peu après qu'il venait de lui refuser son investiture pour un quatrième mandat au gouvernement zurichois.

### Positionnement politique
Connu pour son franc-parler et son indépendance d'esprit, il est critiqué par l'aile gauche du PS en raison de sa fermeté en matière de sécurité et de ses positions dans le domaine de l'asile. Ses adversaires jugent ses positions trop bourgeoises.